# أندريه فيديغال
أندريه فيديغال هو لاعب كرة قدم برتغالي في مركز الهجوم، ولد في 17 أغسطس 1998 في الواس في البرتغال. لعب مع فورتونا سيتارد.

## وصلات خارجية
- أندريه فيديغال على موقع الاتحاد الأوربي (الإنجليزية)
- أندريه فيديغال على موقع قاعدة بيانات كرة القدم.إي يو (الإنجليزية)
- أندريه فيديغال على موقع Soccerway.com (الإنجليزية)
- أندريه فيديغال على موقع عالم كرة القدم.نت (الإنجليزية)